# Neukatterbach
Neukatterbach ist ein Gemeindeteil des Marktes Neuhof an der Zenn im Landkreis Neustadt an der Aisch-Bad Windsheim (Mittelfranken, Bayern). Neukatterbach liegt in der Gemarkung Hirschneuses.

## Geografie
Östlich des Dorfes fließt der Katterbach, ein rechter Zufluss der Zenn. Im Nordwesten grenzt der Buchwald an, im Südwesten liegt das Holzspitzfeld. Die Kreisstraße NEA 18/FÜ 10 führt nach Hirschneuses (1,6 km südwestlich) bzw. nach Altkatterbach (0,7 km östlich).

## Geschichte
Der Ort wurde (wie Neuziegenrück und Neuselingsbach) im 17. Jahrhundert von österreichischen (und Schweizer) Glaubensflüchtlingen gegründet. Im Jahre 1750 wurde er als „Neu Kattenbach“ erstmals schriftlich erwähnt.
Gegen Ende des 18. Jahrhunderts gab es in Neukatterbach 17 Anwesen. Das Hochgericht übte das brandenburg-bayreuthische Stadtvogteiamt Markt Erlbach aus. Die Dorf- und Gemeindeherrschaft sowie die Grundherrschaft über die 17 Häuser hatte das Kastenamt Neuhof.
Von 1797 bis 1810 unterstand der Ort dem Justizamt Markt Erlbach und Kammeramt Neuhof. Im Rahmen des Gemeindeedikts wurde Neukatterbach dem 1811 gebildeten Steuerdistrikt Hirschneuses und der 1813 gegründeten Ruralgemeinde Kreben zugeordnet. Mit dem Zweiten Gemeindeedikt (1818) wurde es in die neu gebildete Ruralgemeinde Katterbach umgemeindet. Am 1. Juli 1972 wurde Neukatterbach im Zuge der Gebietsreform in Bayern nach Neuhof an der Zenn umgegliedert.

## Einwohnerentwicklung
| Jahr      | 001818 | 001840 | 001861 | 001871 | 001885 | 001900 | 001925 | 001950 | 001961 | 001970 | 001987 | 002017 |
| Einwohner | 97     | 68     | 106    | 102    | 104    | 100    | 97     | 128    | 104    | 79     | 74     | 73     |
| Häuser    | 19     | 19     |        |        | 19     | 19     | 19     | 19     | 19     |        | 19     |        |
| Quelle    | [ 11 ] | [ 12 ] | [ 13 ] | [ 14 ] | [ 15 ] | [ 16 ] | [ 17 ] | [ 18 ] | [ 19 ] | [ 20 ] | [ 21 ] | [ 1 ]  |

## Religion
Der Ort ist evangelisch-lutherisch geprägt und bis heute nach St. Thomas (Neuhof an der Zenn) gepfarrt. Die Katholiken gehören zur Kirchengemeinde Maria Namen (Markt Erlbach), die ursprünglich eine Filiale von St. Michael (Wilhermsdorf) war und seit 2019 eine Filiale von St. Johannis Enthauptung (Neustadt an der Aisch) ist.